# Jamie Hayter
Paige Wooding (Southampton, Hampshire; 23 de abril de 1995) es una luchadora profesional británica quien compite actualmente en All Elite Wrestling bajo el nombre de Jamie Hayter. Es conocida por sus apariciones en World Wonder Ring Stardom, Revolution Pro Wrestling y Pro-Wrestling: EVE y en otras diversas empresas independientes europeas.
Hayter ha sido una vez Campeona Británico Femenino de RevPro y una vez Campeona Mundial Femenil de AEW. También fue una vez Campeona de las Diosas de Stardom con Bea Priestley (en una ocasión).

## Carrera

### Revolution Pro Wrestling (2015-2019)
Hayter hizo su debut en la lucha libre profesional el 25 de mayo de 2015, en una derrota ante Jinny Couture. A finales de junio, Hayter debutó en Revolution Pro Wrestling en el evento RevPro Contenders 11 derrotando a Zoe Lucas. A mediados de 2018, Hayter derrotó a Jinny para ganar el Campeonato Británico Femenino de RevPro por primera vez en su carrera. El 28 de julio, Hayter hizo su primera defensa exitosa del Campeonato Británico Femenino contra Zoe Lucas. El 5 de agosto, Hayter hizo su segunda defensa exitosa del título contra Bobbi Tyler. El 18 de noviembre, Hayter hizo su tercera defensa exitosa del título contra Kimber Lee. Ella perdió el título ante Zoe Lucas en su cuarta defensa el 2 de diciembre.

### Circuito independiente (2015-presente)
En 2017, Hayter participó en la compañía Pro Wrestling Chaos en el torneo para coronar a la primera Campeón de la Doncella del Chaoss después de derrotar a Dahlia Black en los cuartos de final y fue eliminado en la final contra Session Moth Martina. El 4 de octubre de 2018, Hayter derrotó a Ayesha Raymond para ganar el Campeonato Femenino de WWW.

### World Wonder Ring Stardom (2018-presente)
A mediados de 2018, Hayter hizo su debut para la empresa japonesa World Wonder Ring Stardom al ingresar al 5STAR Grand Prix 2018, que no pudo ganar, terminando con 5 puntos. A principios de 2019, Hayter se unió al stable Oedo Tai dirigido por Kagetsu.

### WWE (2019)
El 19 de abril de 2019, Hayter hizo su aparición especial en WWE en la marca NXT UK, perdiendo ante Piper Niven.

### All Elite Wrestling (2019, 2021-presente)
El 23 de octubre de 2019, Hayter hizo su aparición especial en la empresa All Elite Wrestling en el episodio de Dynamite, perdiendo ante Dr. Britt Baker D.M.D. Durante una entrevista en el backstage, Brandi Rhodes atacaría a Hayter. Regresó el 6 de noviembre en Dynamite haciendo equipo con Emi Sakura quienes lograron derrotar a Riho y Shanna.
El 13 de agosto de 2021, Hayter haría su regreso a AEW en el episodio debut de Rampage, ayudando a Dr. Britt Baker D.M.D. atacando a Red Velvet y Kris Statlander. Poco después, se anunció que había firmado con AEW convirtiéndola en miembro oficial del roster.
El 19 de noviembre de 2022 en el evento Full Gear 2022 enfrentó a la entonces campeona femenina interina de AEW, Toni Storm, a quien derrotaría tras las interferencias de las compañeras de Hayter, Rebel y Britt Baker, y rematándola con un Ripcord Lariat. Cinco días después durante un episodio de Dynamite fue reconocida como Campeona Mundial Femenina de AEW.

## En lucha
- Movimientos finales
  - Ripcord Lariat
  - Piledriver
- Movimientos de firma
  - Clothesline
  - Side slam backbreaker
  - Tombstone Piledriver
  - Elbow Strike
  - Big Boot
  - Superkick

## Campeonatos y logros
- All Elite Wrestling
  - AEW Women's World Championship (1 vez)

- Big League Wrestling
  - BLW Women's Championship (1 vez)

- Pro-Wrestling: EVE
  - Pro-Wrestling: EVE International Championship (1 vez)

- Revolution Pro Wrestling
  - RevPro British Women's Championship (1 vez)

- World War Wrestling
  - WWW Women's Championship (1 vez)

- World Wonder Ring Stardom
  - SWA World Championship (1 vez)
  - Goddess of Stardom Championship (1 vez) – con Bea Priestley

- Pro Wrestling Illustrated
  - Situada en el Nº47 en el PWI Female 100 en 2020
  - Situada en el Nº99 en el PWI Female 150 en 2021
  - Situada en el Nº64 en el PWI Female 150 en 2022
  - Situada en el Nº4 en el PWI Female 150 en 2023